# 宝舞抄
『宝舞抄』（ほうぶしょう）は宝塚歌劇団の舞台作品。花組公演。
併演作品は『ザ・レビュー』。

## 解説
※『宝塚歌劇100年史（舞台編）』の宝塚大劇場公演のページを参照
いわば『花詩集』の日本物版の作品。桜に始まって薔薇、藤、椿、カーネーション、野菊、鈴蘭等、"花"を題材にして構成されている。八百屋のお七や、『白蓮記』の場面が舞踊劇風に紹介される等のシーンがある。
春日野八千代が特別出演をする。また、この公演より北原千琴が月組から異動し、安奈淳の相手役になり、ピンカートン（演：安奈淳）と蝶々さん（演：北原千琴）でコンビ振りを披露した。

## 公演期間と公演場所
- 1977年8月11日 - 9月27日[2]（新人公演：8月25日[3]）　宝塚大劇場
- 1977年12月3日 - 12月27日[4]（新人公演なし）　東京宝塚劇場

## 宝塚大劇場公演のデータ
形式名は「海外公演試作 麗美優」。18場。

### スタッフ
- 作・演出：白井鐡造[5]
- 演出：大関弘政[5]
- 音楽[5]：中元清純、入江薫、吉崎憲治
- 音楽指揮：十時一夫[5]
- 振付[5]：花柳寿輔、花柳寿楽
- 装置：石浜日出雄[5]
- 衣装[5]：小西松茂、中川菊枝
- 照明：今井直次[6]
- 音響：松永浩志[6]
- 小道具：上田特市[6]
- 効果：坂上勲[6]
- 合唱指導：十時一夫[6]
- 演出助手太田哲則[6]
- 制作[6]：平井義人、野田浜之助
- 義太夫作曲・演奏：竹本光太夫[6]、野沢松三郎[6]
- 琴作曲：葛原祐川[6]